# پوشش ریزشهاب‌واره‌ای گرمایی

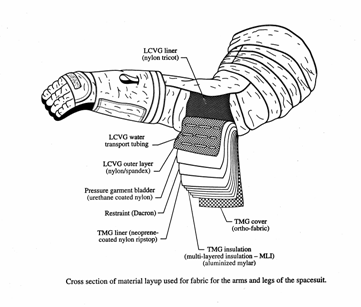
برش عرضی از لباس فضانوردی

پوشش ریزشهابواره‌ای گرمایی (Thermal Micrometeoroid Garment یا TMG)  مجموعه از لایه های لباس فضانوردی است. TMG دارای سه عملکرد است: جلوگیری از کاهش حرارت بدن فضانورد، محافظت از فضانورد در برابر تابش خورشیدی و محافظت از فضانورد در برابر برخورد ریزشهابواره‌ها و دیگر بقایای مداری، که می‌تواند لباس را سوراخ کرده و فشار داخلی آن را کاهش دهد.
طراحی ویژه TMGها بین سازمان‌های فضایی کشورهای مختلف متفاوت است، هرچند که همه آنها هدف مشابهی دارند.

## لباس فضانوردی A7L (آپولو/اسکای لب)

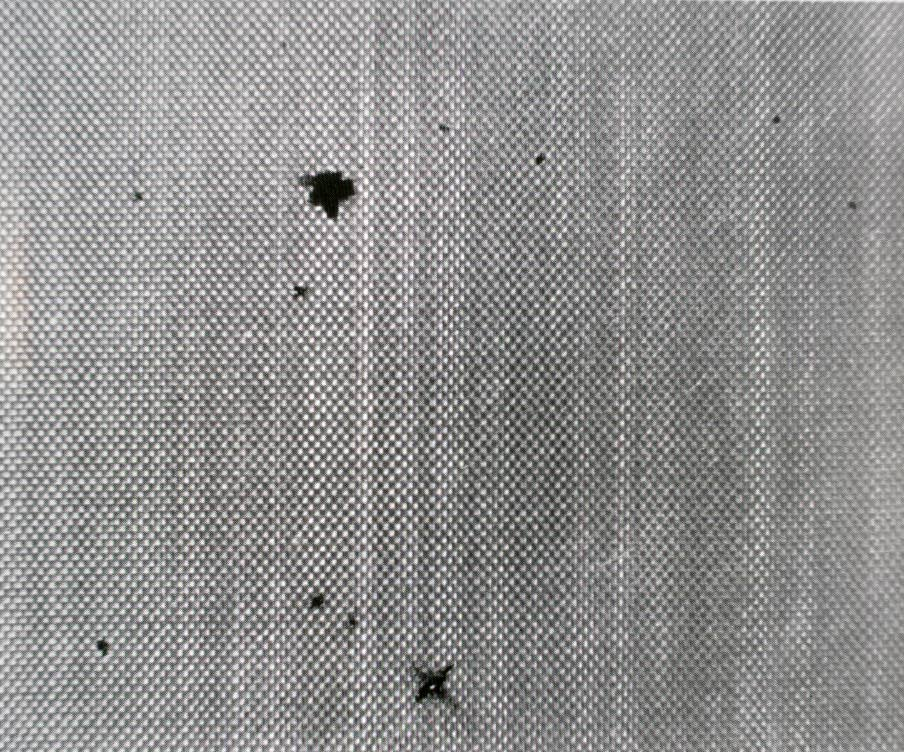
برخورد ریزشهابواره‌ای با لباس فضانوردی

## لباس EMU (شاتل / ایستگاه فضایی ISS)
TMG ساخته شده برای لباس‌های موسوم به EMU که مناسب شاتل و ایستگاه بین‌المللی فضایی هستند تا حدودی با TMG استفاده شده در لباس پروژه‌های Apollo و Skylab متفاوت است.
در TMG موجود در EMU به جای پنج لایه پوشش آلومینیومی مایلار از هفت لایه و نیز از هفت لایه داکرون استفاده شده‌است و کاپتون دیگر مورد استفاده قرار نگرفته‌است. لایه بیرونی این سیستم می‌تواند از ۱۸۴- تا ۱۴۹ درجه سلسیوس را تحمل کند و در برابر تابش خورشید و برخورد میکروشهابواره‌ای بهتر عمل می‌کند.